# Heinrich Schwartze
Emil Heinrich Schwartze (* 22. September 1903 in Düsseldorf-Oberkassel; † 28. August 1970 in Leipzig) war ein deutscher evangelisch-lutherischer Geistlicher und Politiker (SED).

## Leben
Heinrich Schwartze war der Sohn eines Fabrikdirektors. Er besuchte das Realgymnasium Berlin-Tempelhof und machte hier 1924 Abitur. an der Universität Berlin studierte er bis 1928 Evangelische Theologie und Philosophie, scheiterte jedoch an Sprachprüfungen. Im Sommer 1928 zog er nach Lippe und trat hier den Religiösen Sozialisten und der SPD bei. 1930 bis 1932 war er der einzige Pfarrer der kleinen Freikirche Lippische Volkskirche. 1932/33 wirkte er in Berlin als Bestattungsredner.
1934 wurde er in den Dienst der Evangelisch-Lutherischen Landeskirche Mecklenburgs unter dem deutschchristlichen Landesbischof Walther Schultz übernommen. Er wurde zum Vikar in Kratzeburg und 1936 zum Pastor in Demern (heute Ortsteil von Königsfeld (Mecklenburg)) ernannt. Seine Anstellung erfolgte unter Umgehung der zuständigen Prüfungskommission. 1938 wurde er zum Landespastor für das landeskirchliche Nachrichtenwesen und Leiter der Nachrichtenstelle berufen und war damit Pressesprecher von Landesbischof Schultz.  1938 wurde er zugleich Hilfsprediger, 1940 Vertreter des Stiftspastors und 1941 de facto Leiter des Stifts Bethlehem in Ludwigslust – ohne jedoch formal zum Stiftspropst ernannt zu werden. Der Konflikt mit dem Gauleiter Friedrich Hildebrandt um die Beschlagnahme des Stiftes und Umwandlung in ein Kreiskrankenhaus führte zu einer Ausweisung Schwartzes aus Ludwigslust durch die Gestapo. Ab 1943 war er zur Wehrmacht eingezogen und wurde Anfang 1945 noch Offiziersanwärter.
Nach seiner Entlassung aus kurzer englischer Kriegsgefangenschaft war er wieder (kommissarischer) Leiter des Stifts Bethlehem.
Ab Oktober 1945 war er wieder Mitglied der SPD und 1946 nach deren Zwangsvereinigung mit der KPD Mitglied der SED. 1946 war er Vorsitzender der Stadtversammlung Ludwigslust, Vorsitzender des Kulturbundes zur demokratischen Erneuerung Deutschlands in Ludwigslust und Kreisvorsitzender der Nationalen Front. Von 1946 bis 1952 war er als Abgeordneter der SED Mitglied des Mecklenburgischen Landtages und anschließend bis 1954 des Bezirkstags Schwerin. Er war weiter publizistisch tätig und ab 1946 Herausgeber der Korrespondenz Kultur und Politik.
Im Mai 1950 legte ihm der mecklenburgische Oberkirchenrat und der Landesbischof Niklot Beste nahe, sein Amt im Stift niederzulegen. Da Schwartze sich weigerte, wurde er zum 15. Juni als kommissarischer Stiftspastor abberufen. Der Widerstand Schwarztes, der ihm verbundenen Oberin Dela Bruhn und ihre Unterstützung durch Partei und Staat dauerten noch bis Anfang 1951. Intensive Verhandlungen in Schwerin und Berlin führten Anfang 1951 zum Ende der staatlichen Unterstützung von Schwartzes Position im Stift. Daraufhin beantragte Schwartze zum 1. Februar 1951 seine Entlassung aus dem kirchlichen Dienst unter Verzicht auf die Ordinationsrechte. Oberin Bruhn trat zeitgleich zurück.
Nach seinem Ausscheiden aus dem Kirchendienst wurde er zunächst hauptamtlicher Landes- und Bezirkssekretär der Gesellschaft für Deutsch-Sowjetische Freundschaft. Im Juni 1954 zog er nach Leipzig, wurde wissenschaftlicher Mitarbeiter am dortigen Institut für Philosophie der Karl-Marx-Universität Leipzig und übernahm später eine Dozentur für Geschichte und Ethik. Als Mitglied der SED-Parteileitung des Instituts war er aktiv beteiligt an der Zwangsemeritierung von Ernst Bloch.
Später wurde er Leiter des Instituts zur Ausbildung von Lehrern für Staatsbürgerkunde an der Universität Leipzig.

## Schriften
- Uber die Ethik Immanuel Kants. In: Festschrift Ernst Bloch zum 70. Geburtstag. Hrsg. R.O.Gropp, Berlin: Deutscher Verl. der Wissenschaften 1955, S. 281–294
- Das Problem der Freiheit im Lichte des wissenschaftlichen Sozialismus. Konferenz der Sektion Philosophie der Deutschen Akademie der Wissenschaften zu Berlin. 8.-10. März 1956. Protokoll. [Beitr. von Ernst Bloch, Heinrich Schwartze, u. a.]. Berlin: Akademie-Verlag 1956
- Kampf um die Volkskirche in Lippe. Porträt einer deutschen Landeskirche um 1930. Mannheim: Verlag der religiösen Sozialisten 1930. 34 S. (Schriften der religiösen Sozialisten, 13)